# Houston Rockets 1975-1976
La stagione 1975-76 degli Houston Rockets fu la 9ª nella NBA per la franchigia.
Gli Houston Rockets arrivarono terzi nella Central Division della Eastern Conference con un record di 40-42, non qualificandosi per i play-off.

## Roster
| N° | Naz.                   | Ruolo | Sportivo         | Anno | Alt. | Peso |
| -- | ---------------------- | ----- | ---------------- | ---- | ---- | ---- |
| 10 | Stati Uniti (bandiera) | AC    | Steve Hawes      | 1950 | 206  | 100  |
| 11 | Stati Uniti (bandiera) | G     | Dave Wohl        | 1949 | 188  | 84   |
| 14 | Stati Uniti (bandiera) | GA    | Mike Newlin      | 1949 | 193  | 91   |
| 20 | Stati Uniti (bandiera) | AC    | Kevin Kunnert    | 1951 | 213  | 104  |
| 22 | Stati Uniti (bandiera) | GA    | Gus Bailey       | 1951 | 196  | 84   |
| 23 | Stati Uniti (bandiera) | G     | Calvin Murphy    | 1948 | 175  | 75   |
| 25 | Stati Uniti (bandiera) | AC    | Cliff Meely      | 1947 | 203  | 98   |
| 31 | Stati Uniti (bandiera) | A     | Ron Riley        | 1950 | 203  | 88   |
| 32 | Stati Uniti (bandiera) | G     | Rudy White       | 1953 | 188  | 88   |
| 34 | Stati Uniti (bandiera) | A     | John Johnson     | 1947 | 201  | 91   |
| 42 | Stati Uniti (bandiera) | GA    | Ed Ratleff       | 1950 | 198  | 88   |
| 45 | Stati Uniti (bandiera) | A     | Rudy Tomjanovich | 1948 | 203  | 99   |
| 50 | Stati Uniti (bandiera) | AC    | Joe Meriweather  | 1953 | 208  | 98   |

## Staff tecnico
- Allenatore: Johnny Egan
- Vice-allenatore: Larry Siegfried